# Toto IV
Toto IV ist das vierte Studioalbum der US-amerikanischen Band Toto aus dem Jahr 1982.

## Entstehung und Veröffentlichung
Die Erstveröffentlichung von Toto IV erfolgte am 8. April 1982 bei CBS Records. Das Album erschien in seiner Originalausführung LP (Katalognummer: FC 37728) und MC (Katalognummer: 40-85529) mit zehn Titeln. Am 28. April 1988 erschien es erstmals als CD-Ausführung (Katalognummer: 450088 2).
Geschrieben wurden die Lieder, in wechselnder Besetzung, von den Toto-Mitgliedern. Alle zusammen waren zudem für die Produktion verantwortlich. Bei drei Titeln erhielt die Band bei der Produktion Unterstützung durch James Guthrie.
Auf dem vierten Album konzentrierten sich Toto mehr darauf, eingängige Melodien sowie einfachere Texte zu schreiben. Nach den Aufnahmen verließ der Bassist David Hungate die Band. Für das Album tourte die Gruppe anschließend durch Europa, Japan und die Vereinigten Staaten, wo sie unter anderem am 18. September 1982 auch in Mannheim Station machte.

## Titelliste
A-Seite
1. Rosanna (D. Paich) – Gesang: Bobby Kimball & Steve Lukather
2. Make Believe (D. Paich) – Gesang: Bobby Kimball
3. I Won’t Hold You Back (S. Lukather) – Gesang: Steve Lukather
4. Good for You (S. Lukather, B. Kimball) – Gesang: Bobby Kimball
5. It’s a Feeling (S. Porcaro) – Gesang: Steve Porcaro

B-Seite
1. Afraid of Love (D. Paich, S. Lukather, J. Porcaro) – Gesang: Steve Lukather
2. Lovers in the Night (D. Paich) – Gesang: David Paich
3. We Made It (D. Paich, J. Porcaro) – Gesang: Bobby Kimball
4. Waiting for Your Love (B. Kimball, D. Paich) – Gesang: Bobby Kimball
5. Africa (D. Paich, J. Porcaro) – Gesang: David Paich & Bobby Kimball

## Singleauskopplungen
| Jahr | Titel                 | Höchstplatzierung, Gesamtwochen, AuszeichnungChartplatzierungen (Jahr, Titel, , Platzierungen, Wochen, Auszeichnungen, Anmerkungen) | Höchstplatzierung, Gesamtwochen, AuszeichnungChartplatzierungen (Jahr, Titel, , Platzierungen, Wochen, Auszeichnungen, Anmerkungen) | Höchstplatzierung, Gesamtwochen, AuszeichnungChartplatzierungen (Jahr, Titel, , Platzierungen, Wochen, Auszeichnungen, Anmerkungen) | Höchstplatzierung, Gesamtwochen, AuszeichnungChartplatzierungen (Jahr, Titel, , Platzierungen, Wochen, Auszeichnungen, Anmerkungen) | Höchstplatzierung, Gesamtwochen, AuszeichnungChartplatzierungen (Jahr, Titel, , Platzierungen, Wochen, Auszeichnungen, Anmerkungen) | Anmerkungen                                            |
| Jahr | Titel                 | DE | AT | CH | UK | US | Anmerkungen                                            |
| ---- | --------------------- | --- | --- | --- | --- | --- | ------------------------------------------------------ |
| 1982 | Rosanna               | DE24 (19 Wo.)DE | AT11 (10 Wo.)AT | CH3 (10 Wo.)CH | UK12 Silber · (9 Wo.)UK | US2 Platin · (23 Wo.)US | Erstveröffentlichung: März 1982 Verkäufe: + 1.330.000  |
| 1982 | Africa                | DE14 ×3Dreifachgold · (23 Wo.)DE | AT7 (10 Wo.)AT | CH6 (33 Wo.)CH | UK3 ×4Vierfachplatin · (12 Wo.)UK                                                                                                   | US1 ×8Achtfachplatin · (21 Wo.)US                                                                                                   | Erstveröffentlichung: Juni 1982 Verkäufe: + 12.860.000 |
| 1982 | Make Believe          | DE70 (1 Wo.)DE | — | — | — | US30 (13 Wo.)US | Erstveröffentlichung: Juli 1982                        |
| 1983 | I Won’t Hold You Back | — | — | — | UK37 (5 Wo.)UK | US10 (17 Wo.)US | Erstveröffentlichung: Februar 1983                     |
| 1983 | Waiting for Your Love | — | — | — | — | US73 (6 Wo.)US | Erstveröffentlichung: Juni 1983                        |

## Rezeption
Die Platte wurde mit sechs Grammy Awards ausgezeichnet, darunter den für das „Album des Jahres“.
Allmusic vergab 4,5 von fünf Sternen. Ein Rezensent schrieb, das Album sei sowohl Comeback als auch Höhepunkt der Gruppe gewesen.

## Kommerzieller Erfolg

### Chartplatzierungen
Das Album avancierte zum Nummer-eins-Erfolg in Australien und den Niederlanden. Darüber hinaus erreichte es Top-10-Platzierungen in Norwegen (Rang 2), den Vereinigten Staaten und dem Vereinigten Königreich (je Rang 4) sowie Neuseeland (Rang 9). In Deutschland verfehlte es mit Rang zwölf die Top 10, avancierte aber mit 57 Chartwochen zum Dauerbrenner.
| ChartsChartplatzierungen       | Höchstplatzierung | Wochen |
| ------------------------------ | ----------------- | ------ |
| Deutschland (GfK)              | 12 (57 Wo.)       | 57     |
| Vereinigte Staaten (Billboard) | 4 (81 Wo.)        | 81     |
| Vereinigtes Königreich (OCC)   | 4 (30 Wo.)        | 30     |

| ChartsJahrescharts (1982) | Platzierung |
| ------------------------- | ----------- |
| Deutschland (GfK)         | 16          |

### Auszeichnungen für Musikverkäufe
Toto IV verkaufte sich laut Quellenangaben weltweit mehr als zwölf Millionen Mal, davon sind mehr als 5,4 Millionen Einheiten durch Schallplattenauszeichnungen belegt.
| Land/Region                  | Auszeichnungen für Musikverkäufe (Land/Region, Auszeichnung, Verkäufe) | Verkäufe  |
| ---------------------------- | ---------------------------------------------------------------------- | --------- |
| Australien (ARIA)            | 2× Platin                                                              | 140.000   |
| Dänemark (IFPI)              | Gold                                                                   | 10.000    |
| Deutschland (BVMI)           | Platin                                                                 | 500.000   |
| Finnland (IFPI)              | Gold                                                                   | 34.179    |
| Frankreich (SNEP)            | Platin                                                                 | 300.000   |
| Hongkong (IFPI/HKRIA)        | Gold                                                                   | 10.000    |
| Kanada (MC)                  | 2× Platin                                                              | 200.000   |
| Neuseeland (RMNZ)            | Platin                                                                 | 20.000    |
| Niederlande (NVPI)           | Platin                                                                 | 100.000   |
| Vereinigte Staaten (RIAA)    | 4× Platin                                                              | 4.000.000 |
| Vereinigtes Königreich (BPI) | Gold                                                                   | 100.000   |
| Insgesamt                    | 4× Gold · 12× Platin ·                                                 | 5.414.179 |